# Богослов (вулкан)
Богослов — вулкан, расположенный на одноимённом необитаемом острове, относящемуся к Алеутским островам на Аляске, США.
Богослов — стратовулкан высотой 150 метров в надводной части. Подводная часть вулкана уходит на глубину 5000 метров. Находится на небольшом острове размером 0,75×2 км, который входит в группу Лисьих островов в 40 километрах к северу от основной Алеутской вулканической дуги. Размеры острова время от времени изменяются из-за активности вулкана. Вершина вулкана неоднократно возникала и разрушалась, в связи с этим учёным не удаётся выяснить первичную хронологию активности вулкана. Остров состоит из почв, которые вулкан выбросил на поверхность в период 1796—1992 годов. Первичные извержения состояли из андезитовых пород, последние из базальтов. В 600 метрах к востоку от Богослова располагается крохотный островок, который является результатом извержения 1883 года, в результате которого возник вулканический купол.
С 1796 года зафиксировано около десятка извержений подводного, взрывного характера. При извержении июля 1992 года частички пепла поднялись на высоту более 3 километров и проделали путь 100 км на юго-восток от вулкана. В начальной фазе извержения 27 декабря 2016 года столб пепла достиг высоты 9 километров. Последнее извержение — 17 февраля 2017 года. Началось около 10 часов по местному времени и носило взрывной характер. Столб пепла поднялся на высоту в 7,6 км.